# Шведска демократска омладина
Шведска демократска омладина (швед. Sverigedemokratisk Ungdom) је организација младих чланова Шведских демократа. 
Шведска демократска омладина је основана 1993. године, а од 2000. до 2005. њен председник је био будући председник Шведских демократа Јими Окесон. Седиште Шведске демократске омладине се налази у Малмеу.
Новине Шведске демократске омладине се називају Demokraten (Демократ). Раније су издавали новине SDU-Bulletinen и Ung Front (Млади Фронт, 1993-97).
Председник Шведске демократске омладине је од 2007. године Ерик Алмквист.